# Roque Costa Souza
Roque Costa Souza (ur. 19 sierpnia 1966 w Rio de Janeiro) – brazylijski duchowny katolicki, biskup pomocniczy Rio de Janeiro od 2012.

## Życiorys
Święcenia kapłańskie przyjął 18 czerwca 1994 z rąk kardynała Eugênio de Araújo Salesa. Inkardynowany do archidiecezji Rio de Janeiro, pracował głównie jako duszpasterz parafialny, był także m.in. prefektem w niższym seninarium, kapelanem policji stanu Rio de Janeiro oraz rektorem wyższego seminarium.
9 maja 2012 papież Benedykt XVI mianował go biskupem pomocniczym archidiecezji Rio de Janeiro oraz biskupem tytularnym Castellum Medianum. Sakry biskupiej udzielił mu 23 czerwca 2012 arcybiskup Orani João Tempesta.